# Ferdynand Werner
Franciszek Ferdynand Werner (ur. 14 listopada 1799 w Warszawie, zm. 15 sierpnia 1870 tamże) – farmaceuta warszawski, kawaler orderu Virtuti Militari, profesor Szkoły Głównej.

## Życiorys
Pochodził z rodziny luterańskiej. Ojciec Samuel Fryderyk (1761–1836), żonaty z Renatą Karoliną z Meissnerów (1769–1808), z zawodu fabrykant mydła, walczył na czele swych czeladników w czasie insurekcji kościuszkowskiej na ulicach Warszawy.
Ferdynand (tego imienia używał) uczęszczał do Liceum Warszawskiego, potem studiował farmację na UW. Magisterium uzyskał w roku 1824, po czym praktykował w aptekach warszawskich, prawdopodobnie u współwyznawców-ewangelików. W czasie powstania listopadowego rodzice urządzili w swym mieszkaniu mały lazaret, podczas gdy Ferdynand najpierw służył jako podporucznik w Gwardii Narodowej i później jako aptekarz w Dywizji Karabinierów Konnych. Za odwagę i ofiarność otrzymał Złoty Krzyż Virtuti Militari.
Po upadku powstania Werner powrócił do działalności zawodowej. Niebawem dorobił się własnej apteki i wkrótce własnego domu z dużą apteką na ul. Długiej nr hip. 544. Zrobił w szybkim tempie znamienitą karierę w służbie zdrowia Kongresówki: już w r. 1832 otrzymał nominację na asesora farmacji, potem został radcą w Radzie Lekarskiej (utworzonej po rozwiązaniu UW, posiadającej prawo nadawania i nostryfikacji doktoratów), od 1840 był kierownikiem katedry farmacji w Szkole Farmaceutycznej i od 1857 do śmierci profesorem katedry farmacji w warszawskiej Akademii Medyko-Chirurgicznej i następnie w Szkole Głównej. Działał także w prawodawstwie służby zdrowia – sformułował ogłoszoną w roku 1839 ustawę regulującą działalność aptek, drogerii i składów farb, z co cesarz Mikołaj I nadał mu brylantowy pierścień oraz herb Miron.
Został również odznaczony orderem św. Stanisława.

### Życie prywatne
Werner ożenił się z Henriettą z Meissnerów (1813–1896) i miał z nią m.in. syna Fryderyka Emila, znanego farmaceutę i przedsiębiorcę warszawskiego.
Wernerowie zostali pochowani na cmentarzu ewangelickim w Warszawie (Al. F nr 38).
Bratem Wernera był Wilhelm Werner (1794–1842), ozorkowski fabrykant, ojciec Anny Scheibler.